# Drosophila gibbinsi
Drosophila gibbinsi är en tvåvingeart som beskrevs av Aubertin 1937. Drosophila gibbinsi ingår i släktet Drosophila och familjen daggflugor.
Artens kända utbredningsområde är Sydafrika och Uganda.